# Moià
Moià est une commune catalane d'Espagne, située dans la province de Barcelone. Elle est le chef-lieu de la comarque du Moianès.

## Géographie
La commune de Moià est située au centre de la comarque du Moianès. Le territoire de 7 529 hectares comprend le village de Moià proprement dit et plusieurs hameaux dont Ferrerons et Rodors.

### Communes limitrophes
| Avinyó               | Santa Maria d'Oló, L'Estany | Muntanyola  |
| Calders              | Moià                        | Collsuspina |
| Monistrol de Calders | Castellterçol               | Castellcir  |

## Histoire
La commune fait partie de la comarque du Bages jusqu'en 2015, date à laquelle elle rejoint la nouvelle comarque du Moianès dont elle est le chef-lieu.

## Politique et administration
La commune est administrée par un conseil municipal de treize membres.
| Période | Période  | Identité                 | Étiquette | Qualité |
| ------- | -------- | ------------------------ | --------- | ------- |
| 1979    | 1983     | Sebastià Ubasart i Serra |           |         |
| 1983    | 2011     | Josep Montràs i Rovira   | CiU       |         |
| 2011    | en cours | Dionís Guiteras i Rubio  | ERC       |         |

## Culture locale et patrimoine

### Lieux et monuments

#### Édifices religieux
- L'église paroissiale Sainte-Marie remonte au XVIIe siècle. Elle est classée comme bien culturel d'intérêt local.
- L'église Saint-Pierre de Ferrerons est elle aussi bien culturel d'intérêt local.
- L'église Saint-Félix de Rodors est elle inscrite à l'Inventaire du patrimoine architectural de Catalogne.

#### Édifices civils

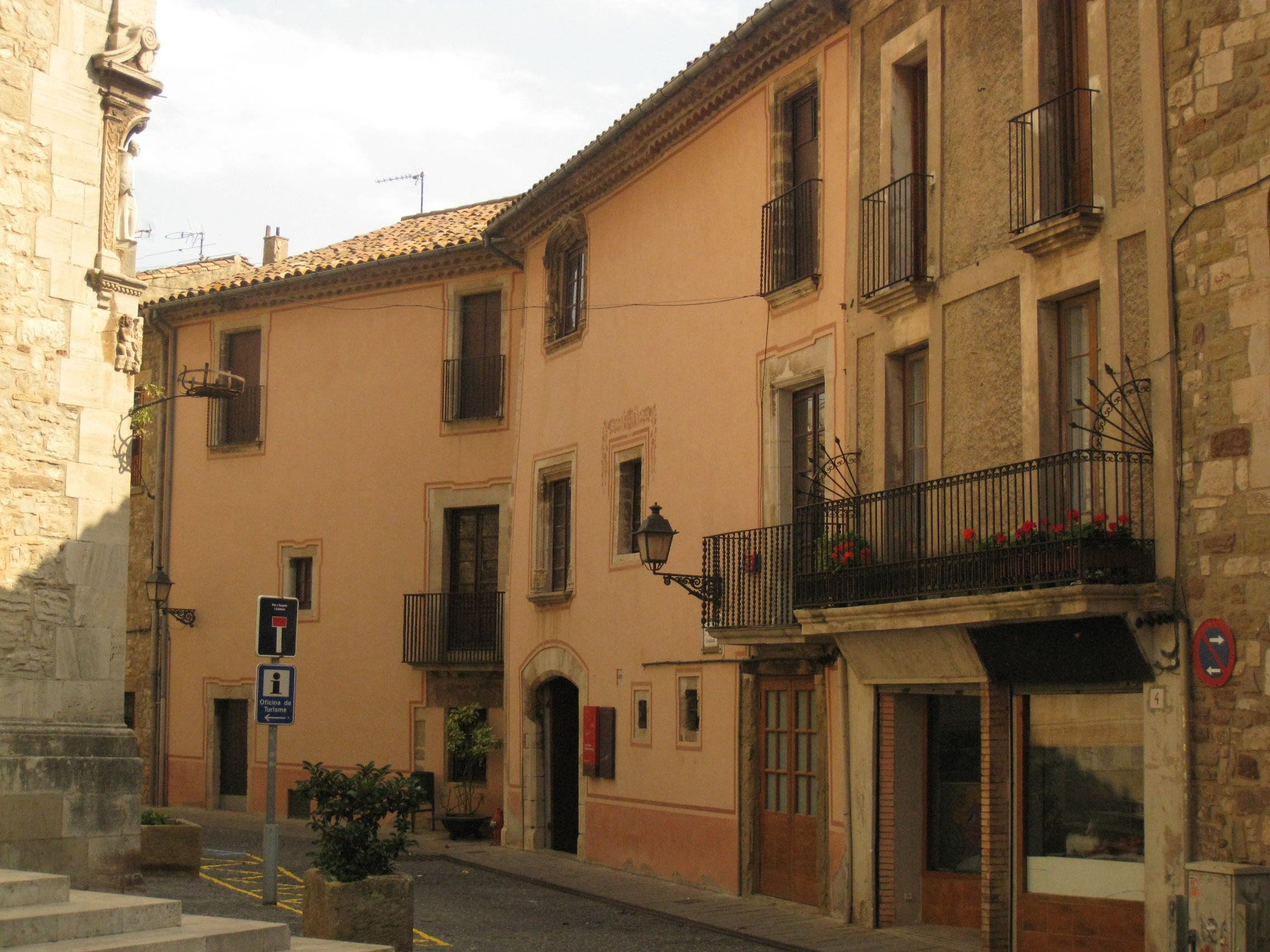
Le musée Rafael Casanova à Moià.

- Maison natale de Rafael Casanova i Comes, aujourd'hui un musée.

### Personnalités liées à la commune
- Rafael Casanova i Comes (1660-1743), homme politique né à Moià.